# 李龍道
李 龍道（イ・ヨンド、이용도, 1901年4月6日 - 1933年10月2日）は、朝鮮黄海道金川郡出身のメソジスト牧師で、著名な復興師（リバイバリスト）であった。キリスト教神秘主義者。
韓国・朝鮮の宗教を研究する渕上恭子は1993年に、1930年代のキリスト教神秘主義に始まりイエス教会の系譜に連なる聖主教や統一教（統一教会）などの教団や、黄国柱などの周辺にみられた神秘主義者を「血分け教」（混淫派）と呼び、李龍道を「血分け教の開祖」と位置付けているが、帝塚山学院大学の古田富建は、渕上の論にはその中身に関する具体的な考察がないことを指摘している。

## 概要
1915年、ワッソン (A.W. Wasson) 宣教師の薦めで開城の韓英書院に入学。1919年三・一運動が起こると2か月、1920年2月11日祈願節事件で6か月、1921年クリスマス不穏文書事件で6か月、1922年太平洋会議事件で2年と相次いで投獄された。1924年協成神学校に入学するが、肺結核で休学を繰り返しながら1928年1月28日に卒業した。牧師按手を受けた後、江原道通川郡に派遣され牧会活動をした。1930年全国日曜学校連帯会議幹事、1931年6月には監理教の京城地方巡回復興社に勤め、復興運動の説教に力を注いだ。
真理は語るところにではなく生きるところにあると言い、宗教は説教ではなく生であると宣言した。キリスト教の神髄は信仰よりも愛にあると強調し、ヨハネ福音書を重視したが、教会史研究者の閔庚培は、李龍道の、国の悲しみを背負い、キリストを死を思っての悲しみは、「キリストに対する身もだえするほどの愛として表現されたけれど、象徴的には、新郎に対する新婦の性愛としてしか、言い表すことはむつかしかった」と述べている。そして愛の融合を通してキリストと血管的連結をなすと信じ、自分を苦難を受けるキリストと同一視したという。
神秘主義的信仰のため1931年10月長老教の黄海老会が禁足令を伝達し、1932年4月平壌老会により平壌祈祷団も制限された。同年11月には平壌老会により李龍道が属していた監理教京城地方会に対し異端問題が提起され、1933年3月中部年会により休職処分とされた。
病気静養のためもあって元山神学山に入ったが、そこには白南柱・李浩彬・韓俊明そして劉明花などの神霊主義的信仰生活者が活動していた。それら集団に参加し、同年6月3日「イエス教会」創設の宣言文と教理を作成した。同年10月9日、持病の肺病により、33歳で死去。

## 著書
辺宗浩牧師の編集により『李龍道牧師書簡集』(1934)・『李龍道牧師譚』(1958)・『李龍道牧師の日記』(1966)等が刊行された。